# Samuel Leszczyński
Samuel Leszczyński, kryptonim: S.L.O.K.Ł.K.S. = Samuel Leszczyński Oboźny Koronny Łucki Korsuński Starosta, (ur. 1637, zm. 1676) – oboźny koronny (dworski) w latach 1664-1676, starosta łucki w latach 1658-1673, starosta korsuński w latach 1667-1676, rotmistrz królewski (1659), pułkownik królewski (1665), panegirysta i poeta.
Syn Andrzeja Leszczyńskiego, wojewody dorpackiego.

## Życiorys
Jedyny syn Andrzeja Leszczyńskiego i Anny Koreckiej. Ochrzczony w wyznaniu kalwińskim, ale wychowywany przez katolickiego stryja Bogusława, podobnie jak on przeszedł w młodości na katolicyzm. Wiązało się to z likwidacją zboru w Baranowie Sandomierskim i przekazaniem kościoła katolikom, oraz z wyrzuceniem ciał ojca, dziada i babki z kaplicy zamkowej (7 stycznia 1655).  
Był oboźnym koronnym oraz starostą łuckim i korsuńskim. Poseł na sejm 1662 roku z województwa wołyńskiego. Poseł sejmiku opatowskiego województwa sandomierskiego na sejm wiosenny i jesienny 1666 roku. Brał udział w walkach z Moskwą i Kozakami w roku 1660 pod Cudnowem. Pod Chocimiem (1673) nie pojawił się z racji słabego zdrowia. 
Był elektorem Michała Korybuta Wiśniowieckiego z województwa wołyńskiego w 1669 roku, podpisał jego pacta conventa. Poseł na sejm nadzwyczajny 1670 roku z województwa wołyńskiego. Elektor Jana III Sobieskiego z województwa wołyńskiego w 1674 roku.
Ożenił się z księżną Konstancją Wiśniowiecką. Był spadkobiercą dużej fortuny. Zmarł w roku 1676.

## Twórczość
- Potrzeba z Szeremetem, hetmanem moskiewskim, i z Kozakami w roku Pańskim 1660 od Polaków wygrana, Kraków 1661, drukarnia S. Lenczewskiego Bertutowica, (wyd. anonimowe); egz. Biblioteka Narodowa, sygn. XVII.3.15033
- Classicum nieśmiertelnej sławy po szczęśliwej i niesłychanej victoriej pod Hocimiem dnia XI Novembra R. P. 1673 otrzymanej, Kraków 1674, drukarnia K. Schedel; fragmenty przedr. K. M. Górski „Król Jan III w poezji polskiej XVII w.” w: Pisma literackie, Warszawa 1913, s. 62-69, (utwór wyd. pod krypt. S.L.O.K.Ł.K.S., który przypisywano także, za J.A. Załuskim, Stanisławowi H. Lubomirskiemu). Wydanie krytyczne: „Classicum” nieśmiertelnej Sławy, oprac. P. Borek, R. Krzywy, Warszawa 2016, ISBN 978-83-64003-59-2.
- Carmen ojczyste (na cześć Jana Sobieskiego), rękopis, wiad. podaje M. Sipayłłówna „Działalność kulturalna rodu Leszczyńskich”, Spr. Poz. Tow. Przyj. Nauk, 1935 i odb., Poznań 1936